# Wu Jingzi
Wu Jingzi (吳敬梓) (Quanjiao, Anhui, 1701 - 1754) escritor chino de la dinastía Qing, autor de Crónica indiscreta de los Letrados (Rulin waishi 儒林外史) o simplemente Los letrados sobre la vida de los literatos y los funcionarios.
Provenía de una familia de terratenientes, muchos de cuales habían alcanzado puestos oficiales. Pero él renegó de su clase y se mostró antifeudal en su novela Los letrados (es decir, "Los mandarines"), escrita probablemente entre 1723 y 1735 en Nankín. Dirige su sátira contra la inhumana moral feudal y luego contra el sistema de exámenes. Muestra como la única aspiración de aquellos que aprobaban sus pruebas era trepar por los peldaños oficiales y hacer mucho dinero. En el capítulo XXXII, Sang Liaozhai pide a Du Shaoqing que le preste dinero para comprar el rango de letrado con salario. Cuando Du Shaoqing le pregunta para qué sirve tal rango, Zang le responde que para ser funcionario, dictar sentencias contra los demás y hacer apalear a quien le dé la gana. Algo parecido se muestra en el capítulo XLVII, cuando la clase acomodada de Wuhe va en procesión al templo, los miembros de los clanes Yu se rebajan a marchar en pos de ellos para congraciarse con la poderosa familia Fang.